# Catherine-Joséphine Duchesnois

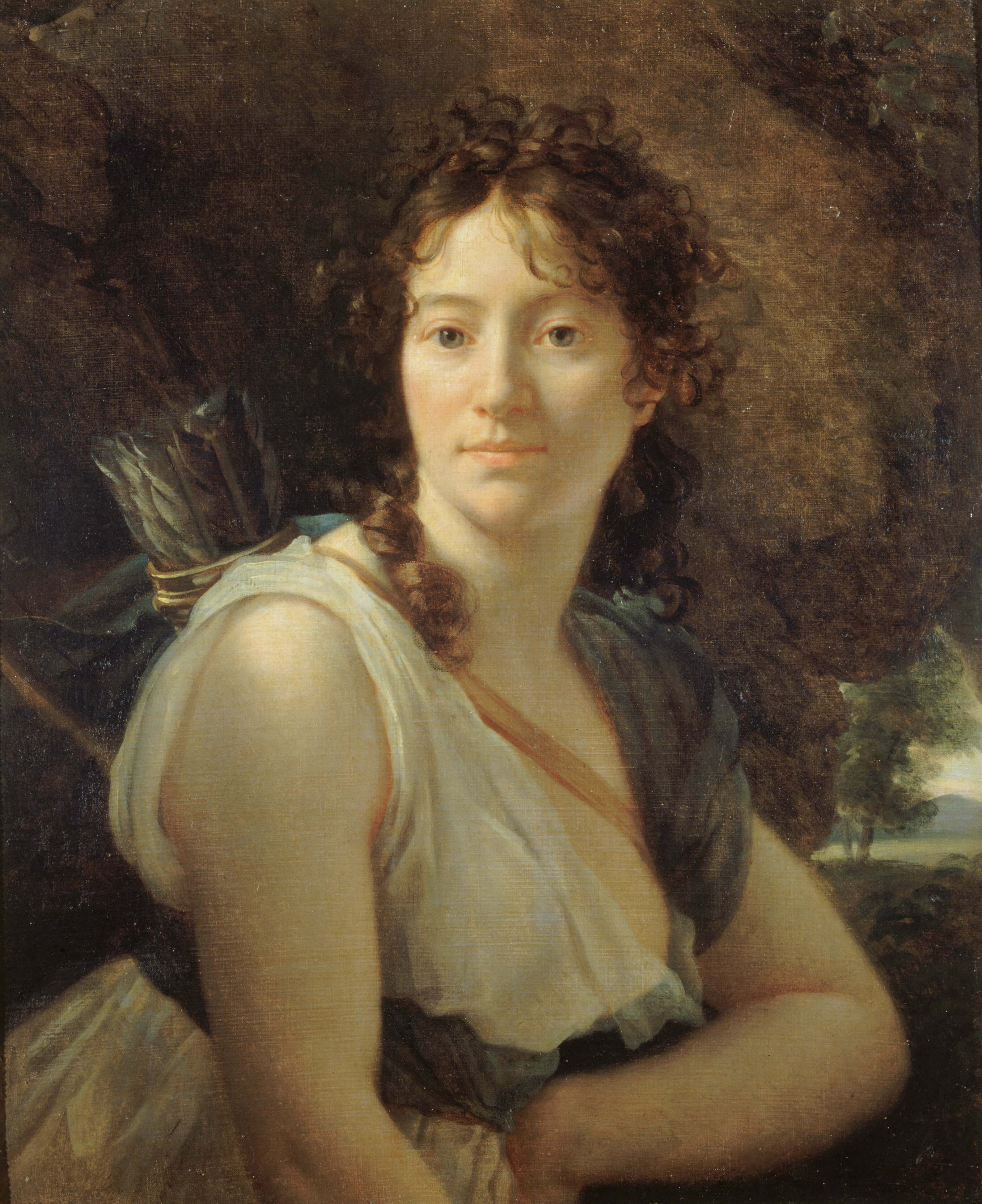
Catherine-Joséphine Duchesnois som Dido, av François Gérard.

Catherine-Joséphine Duchesnois (född Rafin), född 5 juni 1777, död 8 februari 1835, var en fransk skådespelerska.
Duchesnois var 1802–1833 anställd vid Théâtre-Français, från 1804 som societär. Med sitt sköna yttre tolkade Duchesnois i klassisk stil det stora dramats hjältinnor, bland annat Jean Racines Phèdre och Athalie samt Voltaires Mérope och Sémiramis.